# Blaesoxipha pedata
Blaesoxipha pedata är en tvåvingeart som först beskrevs av Aldrich 1916.  Blaesoxipha pedata ingår i släktet Blaesoxipha och familjen köttflugor.
Artens utbredningsområde är Kuba. Inga underarter finns listade i Catalogue of Life.